# Tibouchina sandiensis
Tibouchina sandiensis är en tvåhjärtbladig växtart som beskrevs av John Julius Wurdack. Tibouchina sandiensis ingår i släktet Tibouchina och familjen Melastomataceae. Inga underarter finns listade i Catalogue of Life.